# Écu Pierji
Écu Pierji, född 10 maj 2014, är en fransk varmblodig travhäst som tränades av Sébastien Guarato och kördes av Mathieu Mottier.
Han började tävla i november 2016 och inledde med tre raka segrar. Han sprang under sin karriär in 569 750 euro på 20 starter, varav 7 segrar, 6 andraplatser och 2 tredjeplatser. Karriärens största segrar kom i Critérium des Jeunes (2017) och Prix de l'Étoile (2017).
Han segrade även i Prix Paul-Viel (2017), Prix Kalmia (2017) och på andraplats i Prix Piérre Plazen (2017), Prix Victor Régis (2017), Prix Abel Bassigny (2017), Prix Jacques de Vaulogé (2017) och Critérium des 3 ans (2017) och på tredjeplats i Prix Paul Karle (2017) och Prix Charles Tiercelin (2018).

## Statistik

### Större segrar
| År   | Lopp                 | Kusk            | Vinstbelopp | Grupp   |
| ---- | -------------------- | --------------- | ----------- | ------- |
| 2017 | Prix Paul-Viel       | Mathieu Mottier | 54 000 EUR  | Grupp 2 |
| 2017 | Critérium des Jeunes | Mathieu Mottier | 90 000 EUR  | Grupp 1 |
| 2017 | Prix Kalmia          | Mathieu Mottier | 54 000 EUR  | Grupp 2 |
| 2014 | Prix de l'Étoile     | Mathieu Mottier | 108 000 EUR | Grupp 1 |